# Puchar Juniorów Alp w snowboardzie 2024/2025
Puchar Juniorów Alp w snowboardzie w sezonie 2024/2025 – 1. edycja imprezy dla snowboardzistów w wieku juniorskim, tj. 14-18 lat. Cykl rozpoczął się 5 stycznia 2025 r. w austriackim Simonhöhe, natomiast ostatnie zawody sezonu zorganizowano 30 marca 2025 r. w austriackim Haus im Ennstal.
Zgodnie z przyjętą definicją regionu zainaugurowany w styczniu 2025 r. Puchar Juniorów Alp (ang. Alps Junior Regional Cup) dedykowany był zawodnikom z Austrii, Niemiec, Włoch, Szwajcarii i Francji.

## Konkurencje
- slalom równoległy (PSL)
- gigant równoległy (PGS)
- snowboardcross (SBX)

Na liście klasyfikacji widnieje również oznaczenie PAR, które nie odzwierciedla bezpośrednio żadnej konkurencji. Jest to zsumowana klasyfikacja PSL i PGS.

## Kalendarz zawodów

### Snowboard alpejski(PSL/PGS)

#### Mężczyźni
| Lp. | Data             | Miejscowość     | Konkurencja | 1. miejsce            | 2. miejsce            | 3. miejsce           |
| --- | ---------------- | --------------- | ----------- | --------------------- | --------------------- | -------------------- |
|     | 7 grudnia 2024   | Götschen        | PSL         | Odwołano              | Odwołano              | Odwołano             |
|     | 8 grudnia 2024   | Götschen        | PSL         | Odwołano              | Odwołano              | Odwołano             |
| 1.  | 5 stycznia 2025  | Simonhöhe       | PGS         | Werner Pietsch        | Tommy Rabanser        | Manuel Haller        |
| 2.  | 6 stycznia 2025  | Simonhöhe       | PGS         | Werner Pietsch        | Kryštof Minárik       | Mike Santuari        |
| 3.  | 18 stycznia 2025 | Samnaun         | PSL         | Philipp Mutschlechner | Kevin Crazzolara      | Edoardo Leone Da Col |
| 4.  | 19 stycznia 2025 | Samnaun         | PSL         | Benedikt Riel         | Philipp Mutschlechner | Nuri Mosca           |
| 5.  | 15 lutego 2025   | Funes/Villnöß   | PGS         | Tommy Rabanser        | Mike Santuari         | Joachim Gravogl      |
| 6.  | 16 lutego 2025   | Funes/Villnöß   | PGS         | Joachim Gravogl       | Mike Santuari         | Manuel Haller        |
| 7.  | 29 marca 2025    | Haus im Ennstal | PSL         | Joachim Gravogl       | Lion Hammerschmidt    | Manuel Haller        |
| 8.  | 30 marca 2025    | Haus im Ennstal | PSL         | Mike Santuari         | Joachim Gravogl       | Lion Hammerschmidt   |

#### Wyniki reprezentantów Polski
| Zawodnik | Simonhöhe 05.01 | [ a ] | Samnaun 18.01 | Samnaun 19.01 | Funes/Villnöß 15.02 | Funes/Villnöß 16.02 | Haus im Ennstal 29.03 | [ a ] |
| Zawodnik | PGS             | PGS   | PSL           | PSL           | PGS                 | PGS                 | PSL                   | PSL   |
| Anatol Kulpiński | 8               | 7     | –             | –             | 4                   | 7                   | –                     | 8     |
| 1. 2. 3. 4. 5–8 (ćwierćfinał) 9–16 (1/8 finału) 17–30 (kwalifikacje) poniżej 30 Kwalifikacje: dnf – Zawodnik nie ukończył przejazdu dns – Zawodnik nie wystartował (pomimo zgłoszenia) dsq – Zawodnik został zdyskwalifikowany |                 |       |               |               |                     |                     |                       |       |

#### Kobiety
| Lp. | Data             | Miejscowość     | Konkurencja | 1. miejsce       | 2. miejsce            | 3. miejsce                          |
| --- | ---------------- | --------------- | ----------- | ---------------- | --------------------- | ----------------------------------- |
|     | 7 grudnia 2024   | Götschen        | PSL         | Odwołano         | Odwołano              | Odwołano                            |
|     | 8 grudnia 2024   | Götschen        | PSL         | Odwołano         | Odwołano              | Odwołano                            |
| 1.  | 5 stycznia 2025  | Simonhöhe       | PGS         | Yuna Taniguchi   | Adéla Keclíková       | Weronika Dawidek                    |
| 2.  | 6 stycznia 2025  | Simonhöhe       | PGS         | Yuna Taniguchi   | Weronika Dawidek      | Zoe Jansing                         |
| 3.  | 18 stycznia 2025 | Samnaun         | PSL         | Aurelia Buccioni | Anna Victoria Mammone | Franziska Dabringer Viktoria Lamber |
| 4.  | 19 stycznia 2025 | Samnaun         | PSL         | Aurelia Buccioni | Ina Reichelmeir       | Anja Frank                          |
| 5.  | 15 lutego 2025   | Funes/Villnöß   | PGS         | Marie Gams       | Yuna Taniguchi        | Hannah Gunkel                       |
| 6.  | 16 lutego 2025   | Funes/Villnöß   | PGS         | Yuna Taniguchi   | Zoe Jansing           | Hannah Gunkel                       |
| 7.  | 29 marca 2025    | Haus im Ennstal | PSL         | Aurelia Buccioni | Marie Gams            | Theresa Fuchs                       |
| 8.  | 30 marca 2025    | Haus im Ennstal | PSL         | Aurelia Buccioni | Hana Otipková         | Theresa Fuchs                       |

#### Wyniki reprezentantek Polski
| Zawodniczka | Simonhöhe 05.01 | [ a ] | Samnaun 18.01 | Samnaun 19.01 | Funes/Villnöß 15.02 | Funes/Villnöß 16.02 | Haus im Ennstal 29.03 | [ a ] |
| Zawodniczka | PGS             | PGS   | PSL           | PSL           | PGS                 | PGS                 | PSL                   | PSL   |
| Weronika Dawidek | 3               | 2     | –             | –             | 14                  | dns                 | –                     | –     |
| Alicja Sobańska | –               | –     | –             | –             | –                   | –                   | 14                    | 19    |
| Sonia Zapała | –               | –     | –             | –             | 9                   | 10                  | –                     | 11    |
| 1. 2. 3. 4. 5–8 (ćwierćfinał) 9–16 (1/8 finału) 17–30 (kwalifikacje) poniżej 30 Kwalifikacje: dnf – Zawodniczka nie ukończyła przejazdu dns – Zawodniczka nie wystartowała (pomimo zgłoszenia) dsq – Zawodniczka została zdyskwalifikowana |                 |       |               |               |                     |                     |                       |       |

#### Klasyfikacje
| Lp. | Zawodnik              | Punkty |
| --- | --------------------- | ------ |
| 1.  | Mike Santuari         | 410    |
| 2.  | Joachim Gravogl       | 385    |
| 3.  | Kevin Crazzolara      | 316    |
| 4.  | Edoardo Leone Da Col  | 275    |
| 5.  | Philipp Mutschlechner | 260    |
| 6.  | Nuri Mosca            | 258    |
| 7.  | Lion Hammerschmidt    | 256    |
| 8.  | Benedikt Riel         | 250    |
| 9.  | Manuel Haller         | 240    |
| 10. | Tommy Rabanser        | 230    |

| Lp. | Zawodniczka           | Punkty |
| --- | --------------------- | ------ |
| 1.  | Aurelia Buccioni      | 539    |
| 2.  | Yuna Taniguchi        | 380    |
| 3.  | Marie Gams            | 365    |
| 4.  | Anna Victoria Mammone | 304    |
| 5.  | Franziska Dabringer   | 299    |
| 6.  | Theresa Fuchs         | 258    |
| 7.  | Ina Reichelmeir       | 222    |
| 8.  | Zoe Jansing           | 221    |
| 9.  | Viktoria Lamber       | 191    |
| 10. | Mariella Egarter      | 187    |

### Snowboardcross(SBX)

#### Mężczyźni
| Lp. | Data             | Miejscowość | Konkurencja | 1. miejsce     | 2. miejsce     | 3. miejsce       |
| --- | ---------------- | ----------- | ----------- | -------------- | -------------- | ---------------- |
|     | 11 stycznia 2025 | Lenk        | SBX         | Odwołano       | Odwołano       | Odwołano         |
| 1.  | 12 stycznia 2025 | Lenk        | SBX         | Julius Reichle | Cameron Turner | Max Benáčan      |
|     | 25 stycznia 2025 | Grasgehren  | SBX         | Odwołano       | Odwołano       | Odwołano         |
|     | 26 stycznia 2025 | Grasgehren  | SBX         | Odwołano       | Odwołano       | Odwołano         |
| 2.  | 15 lutego 2025   | Flumserberg | SBX         | Laurin Furrer  | Simon Maier    | William McCarthy |
| 3.  | 16 lutego 2025   | Flumserberg | SBX         | William Martin | Laurin Furrer  | Cameron Turner   |
| 4.  | 9 marca 2025     | Montafon    | SBX         | Cameron Turner | Julius Reichle | William McCarthy |
| 5.  | 10 marca 2025    | Montafon    | SBX         | Cameron Turner | Julius Reichle | Tommaso Costa    |

#### Kobiety
| Lp. | Data             | Miejscowość | Konkurencja | 1. miejsce      | 2. miejsce      | 3. miejsce     |
| --- | ---------------- | ----------- | ----------- | --------------- | --------------- | -------------- |
|     | 11 stycznia 2025 | Lenk        | SBX         | Odwołano        | Odwołano        | Odwołano       |
| 1.  | 12 stycznia 2025 | Lenk        | SBX         | Maya Billingham | Nuria Gubser    | Abbey Wilson   |
|     | 25 stycznia 2025 | Grasgehren  | SBX         | Odwołano        | Odwołano        | Odwołano       |
|     | 26 stycznia 2025 | Grasgehren  | SBX         | Odwołano        | Odwołano        | Odwołano       |
| 2.  | 15 lutego 2025   | Flumserberg | SBX         | Nuria Gubser    | Abbey Wilson    | Lara Walsh     |
| 3.  | 16 lutego 2025   | Flumserberg | SBX         | Rosa Colella    | Nuria Gubser    | Abbey Wilson   |
| 4.  | 9 marca 2025     | Montafon    | SBX         | Abbey Wilson    | Nuria Gubser    | Rosa Colella   |
| 5.  | 10 marca 2025    | Montafon    | SBX         | Abbey Wilson    | Raja Wukadinowa | Guusje de Booy |

#### Klasyfikacje
| Lp. | Zawodnik         | Punkty |
| --- | ---------------- | ------ |
| 1.  | Cameron Turner   | 356    |
| 2.  | Julius Reichle   | 260    |
| 3.  | Laurin Furrer    | 230    |
| 4.  | David Erhard     | 194    |
| 5.  | William McCarthy | 187    |
| 6.  | William Martin   | 168    |
| 7.  | Robert Jones     | 136    |
| 8.  | Lars Engler      | 132    |
| 9.  | Giacomo Siorpaes | 108    |
| 10. | Simon Maier      | 104    |

| Lp. | Zawodniczka         | Punkty |
| --- | ------------------- | ------ |
| 1.  | Abbey Wilson        | 400    |
| 2.  | Nuria Gubser        | 372    |
| 3.  | Rosa Colella        | 233    |
| 4.  | Maya Billingham     | 200    |
| 5.  | Raja Wukadinowa     | 194    |
| 6.  | Guusje de Booy      | 124    |
| 7.  | Luca Carina Engler  | 115    |
| 8.  | Victoria von Gunten | 113    |
| 9.  | Mia Hauswirth       | 96     |
| 10. | Alina Koller        | 91     |